# Ploty
Ploty (v anglickém originále Fences) je americký dramatický film z roku 2016. Režie se ujal Denzel Washington a scénáře August Wilson, jehož stejnojmennou hrou byl film inspirován. Ve filmu hrají Denzel Washington, Viola Davis, Stephen Henderson, Jovan Adepo, Russell Hornsby, Mykelti Williamson a Saniyya Sidney.
Natáčení začalo 25. dubna 2016 v Pittsburghu v Pensylvánii. Film měl premiéru 16. prosince 2016 ve Spojených státech. Premiéra v České republice zatím není stanovena.

## Obsazení
| Denzel Washington  | Troya Maxson   |
| Viola Davis        | Rose Maxson    |
| Stephen Henderson  | Jim Bono       |
| Jovan Adepo        | Cory Maxson    |
| Russell Hornsby    | Lyons Maxson   |
| Mykelti Williamson | Gabriel Maxson |
| Saniyya Sidney     | Raynell Maxson |

## Děj
Bývalý hráč baseballové ligy nyní pracuje jako popelář a má problémy se zajištěním své rodiny.

## Produkce
V roce 2013 Denzel Washington vyjádřil svůj zájem, že by si rád zahrál a zrežíroval adaptaci hry Fences od Augusta Wilsonse, který trval na tom, aby filmové zpracování jeho hry režíroval Afroameričan.28. ledna 2006 bylo potvrzeno, že Rudin, Washington a Todd Black budou filmovou adaptaci produkovat, režírovat bude také Washington, který si i zahraje hlavní roli po boku s Violou Davis.Scenárista Tony Kushner na projektu také pracoval, ale v roce 2005 zemřel. Wilson je ale jediný uvedený scenárista filmu. V dubnu 2016 se k obsazení připojili Mykelti Williamson, Jovan Adepo, Russell Hornsby, Stephen Henderson a Saniyya Sidney.
25. dubna 2016 se začalo natáčet v Pittsburghu. 14. června 2016 bylo natáčení dokončeno. Po-produkce byla dokončena v půlce listopadu.

## Vydání
Film ná naplánované limitované vydání 16. prosince 2016. Do více kin se film dostane 25. prosince 2016. V České republice zatím nebylo datum stanovené.

### Tržby
Film byl 16. prosince promítán pouze ve dvou kinech, a to v New Yorku a Los Angeles, výdělek byl předpokládán 50–75 tisíc dolarů za kino, za první víkend. Snímek vydělal 128 tisíc dolarů, cca 32 tisíc dolarů za kino. Do více kin byl snímek uveden 24. prosince 2016 a za první dva promítací dny vydělal 11,5 milionů dolarů.

### Kritika
Na recenzní stránce Rotten Tomatoes získal ze 152 započtených recenzí 95 procent s průměrným ratingem 8 bodů z deseti. Na serveru Metacritic snímek získal ze 43 recenzí 78 bodů ze sta.

## Ocenění
| Ocenění                                       | Datum ceremoniálu | Kategorie                                           | Nominovaný                                     | Výsledek  |
| --------------------------------------------- | ----------------- | --------------------------------------------------- | ---------------------------------------------- | --------- |
| AACTA International Awards                    | 8. leden 2017     | Nejlepší herec                                      | Denzel Washington                              | nominace  |
| AACTA International Awards                    | 8. leden 2017     | Nejlepší herečka ve vedlejší roli                   | Viola Davis                                    | nominace  |
| AARP Annual Movies for Grownups Awards        | 6. únor 2017      | Nejlepší herec                                      | Denzel Washington                              | vítězství |
| AARP Annual Movies for Grownups Awards        | 6. únor 2017      | Nejlepší herečka ve vedlejší roli                   | Viola Davis                                    | vítězství |
| AARP Annual Movies for Grownups Awards        | 6. únor 2017      | Nejlepší herec ve vedlejší roli                     | Stephen McKinley Henderson                     | nominace  |
| AARP Annual Movies for Grownups Awards        | 6. únor 2017      | Nejlepší režisér                                    | Denzel Washington                              | nominace  |
| AARP Annual Movies for Grownups Awards        | 6. únor 2017      | Nejlepší scénář                                     | August Wilson                                  | nominace  |
| AARP Annual Movies for Grownups Awards        | 6. únor 2017      | Nejlepší love story                                 | Denzel Washington a Viola Davis                | nominace  |
| AARP Annual Movies for Grownups Awards        | 6. únor 2017      | Nejlepší mezigenerační film                         | Ploty                                          | nominace  |
| AARP Annual Movies for Grownups Awards        | 6. únor 2017      | Nejlepší přátelstv ve filmu                         | Stephen McKinley Henderson a Denzel Washington | nominace  |
| African-American Film Critics Association     | 8. únor 2017      | Nejlepší herec                                      | Denzel Washington                              | vítězství |
| African-American Film Critics Association     | 8. únor 2017      | Nejlepší herečka ve vedlejší roli                   | Viola Davis                                    | vítězství |
| African-American Film Critics Association     | 8. únor 2017      | Nejlepší scénář                                     | August Wilson                                  | vítězství |
| African-American Film Critics Association     | 8. únor 2017      | Nejlepších deset filmů                              | Ploty                                          | 2. místo  |
| Alliance of Women Film Journalists            | 21. prosinec 2016 | Nejlepší herec                                      | Denzel Washington                              | nominace  |
| Alliance of Women Film Journalists            | 21. prosinec 2016 | Nejlepší herečka ve vedlejší roli                   | Viola Davis                                    | vítězství |
| Alliance of Women Film Journalists            | 21. prosinec 2016 | Herečka, kterou neurčuje věk                        | Viola Davis                                    | nominace  |
| Art Directors Guild Awards                    | 11. únor 2017     | Excelence v produkčním designu u periodického filmu | David Gropman                                  | nominace  |
| Austin Film Critics Association               | 28. prosinec 2016 | Nejlepší herec                                      | Denzel Washington                              | nominace  |
| Austin Film Critics Association               | 28. prosinec 2016 | Nejlepší herečka ve vedlejší roli                   | Viola Davis                                    | vítězství |
| Black Reel Awards                             | 16. únor 2017     | Nejlepší film                                       | Todd Black, Scott Rudin a Denzel Washington    | nominace  |
| Black Reel Awards                             | 16. únor 2017     | Nejlepší režisér                                    | Denzel Washington                              | nominace  |
| Black Reel Awards                             | 16. únor 2017     | Nejlepší herec                                      | Denzel Washington                              | vítězství |
| Black Reel Awards                             | 16. únor 2017     | Nejlepší herec ve vedlejší roli                     | Jovan Adepo                                    | nominace  |
| Black Reel Awards                             | 16. únor 2017     | Nejlepší herec ve vedlejší roli                     | Stephen McKinley Henderson                     | nominace  |
| Black Reel Awards                             | 16. únor 2017     | Nejlepší herečka ve vedlejší roli                   | Viola Davis                                    | vítězství |
| Black Reel Awards                             | 16. únor 2017     | Nejlepší adaptovaný nebo původní scénář             | August Wilson                                  | nominace  |
| Black Reel Awards                             | 16. únor 2017     | Nejlepší obsazení                                   | Ploty                                          | nominace  |
| Black Reel Awards                             | 16. únor 2017     | Objev roku – muž                                    | Jovan Adepo                                    | nominace  |
| Black Reel Awards                             | 16. únor 2017     | Nejlepší skladatel                                  | Marcelo Zarvos                                 | nominace  |
| Chicago Film Critics Association              | 15. prosinec 2016 | Nejlepší herec                                      | Denzel Washington                              | nominace  |
| Chicago Film Critics Association              | 15. prosinec 2016 | Nejlepší herečka ve vedlejší roli                   | Viola Davis                                    | nominace  |
| Critics' Choice Awards                        | 11. prosinec 2016 | Nejlepší film                                       | Ploty                                          | nominace  |
| Critics' Choice Awards                        | 11. prosinec 2016 | Nejlepší režisér                                    | Denzel Washington                              | nominace  |
| Critics' Choice Awards                        | 11. prosinec 2016 | Nejlepší herec                                      | Denzel Washington                              | nominace  |
| Critics' Choice Awards                        | 11. prosinec 2016 | Nejlepší herečka ve vedlejší roli                   | Viola Davis                                    | vítězství |
| Critics' Choice Awards                        | 11. prosinec 2016 | Nejlepší obsazení                                   | Ploty                                          | nominace  |
| Critics' Choice Awards                        | 11. prosinec 2016 | Nejlepší adaptovaný scénář                          | August Wilson                                  | nominace  |
| Dallas–Fort Worth Film Critics Association    | 13. prosinec 2016 | Nejlepší herec                                      | Denzel Washington                              | 2. místo  |
| Dallas–Fort Worth Film Critics Association    | 13. prosinec 2016 | Nejlepší herečka ve vedlejší roli                   | Viola Davis                                    | vítězství |
| Denver Film Critics Society                   | 16. leden 2017    | Nejlepší herec                                      | Denzel Washington                              | nominace  |
| Denver Film Critics Society                   | 16. leden 2017    | Nejlepší herečka ve vedlejší roli                   | Viola Davis                                    | vítězství |
| Detroit Film Critics Society                  | 19. prosinec 2016 | Nejlepší herec                                      | Denzel Washington                              | nominace  |
| Detroit Film Critics Society                  | 19. prosinec 2016 | Nejlepší herečka ve vedlejší roli                   | Viola Davis                                    | vítězství |
| Detroit Film Critics Society                  | 19. prosinec 2016 | Nejlepší režisér                                    | Denzel Washington                              | nominace  |
| Dorian Awards                                 | 26. leden 2017    | Herec roku                                          | Denzel Washington                              | nominace  |
| Dorian Awards                                 | 26. leden 2017    | Herečka roku                                        | Viola Davis                                    | vítězství |
| Filmová cena Britské akademie                 | 12. únor 2017     | Nejlepší herečka ve vedlejší roli                   | Viola Davis                                    | vítězství |
| Florida Film Critics Circle                   | 23. prosinec 2016 | Nejlepší herec                                      | Denzel Washington                              | nominace  |
| Florida Film Critics Circle                   | 23. prosinec 2016 | Nejlepší herečka ve vedlejší roli                   | Viola Davis                                    | 2. místo  |
| Florida Film Critics Circle                   | 23. prosinec 2016 | Nejlepší adaptovaný scénář                          | August Wilson                                  | nominace  |
| Golden Tomato Awards                          | 12. leden 2017    | Nejlepší dramatický film roku 2016                  | Ploty                                          | 4. místo  |
| Houston Film Critics Society                  | 6. leden 2017     | Nejlepší herec                                      | Denzel Washington                              | nominace  |
| Houston Film Critics Society                  | 6. leden 2017     | Nejlepší herečka ve vedlejší roli                   | Viola Davis                                    | vítězství |
| IndieWire Critics Poll                        | 19. prosinec 2016 | Nejlepší herec                                      | Denzel Washington                              | 5, místo  |
| IndieWire Critics Poll                        | 19. prosinec 2016 | Nejlepší herečka ve vedlejší roli                   | Viola Davis                                    | 4. místo  |
| London Film Critics Circle                    | 22. leden 2017    | Nejlepší herečka ve vedlejší roli                   | Viola Davis                                    | nominace  |
| Mezinárodní filmový festival v Santa Barbaře  | 3. únor 2017      | Ocenění Virtuosos                                   | Stephen McKinley Henderson                     | vítězství |
| Mezinárodní filmový festival v Santa Barbaře  | 3. únor 2017      | Ocenění Maltin Modern Master                        | Denzel Washington                              | vítězství |
| NAACP Image Awards                            | 11. únor 2017     | Nejlepší film                                       | Ploty                                          | nominace  |
| NAACP Image Awards                            | 11. únor 2017     | Nejlepší filmový herec                              | Denzel Washington                              | vítězství |
| NAACP Image Awards                            | 11. únor 2017     | Nejlepší filmová herečka ve vedlejší roli           | Viola Davis                                    | vítězství |
| Národní společnost filmových kritiků          | 7. leden 2017     | Nejlepší herec                                      | Denzel Washington                              | 2. místo  |
| New York Film Critics Online                  | 11. prosinec 2016 | Nejlepší herečka ve vedlejší roli                   | Viola Davis                                    | vítězství |
| New York Film Critics Online                  | 11. prosinec 2016 | Nejlepších dvanáct filmů                            | Fences                                         | vítězství |
| North Carolina Film Critics Association       | 2. ledna 2017     | Nejlepší herec v hlavní roli                        | Denzel Washington                              | nominace  |
| North Carolina Film Critics Association       | 2. ledna 2017     | Nejlepší herečka ve vedlejší roli                   | Viola Davis                                    | vítězství |
| Online Film Critics Society                   | 3. leden 2017     | Nejlepší herec                                      | Denzel Washington                              | nominace  |
| Online Film Critics Society                   | 3. leden 2017     | Nejlepší herečka ve vedlejší roli                   | Viola Davis                                    | nominace  |
| Oscar                                         | 26. únor 2017     | Nejlepší film                                       | Todd Black, Scott Rudin and Denzel Washington  | nominace  |
| Oscar                                         | 26. únor 2017     | Nejlepší mužský herecký výkon v hlavní roli         | Denzel Washington                              | nominace  |
| Oscar                                         | 26. únor 2017     | Nejlepší ženský herecký výkon ve vedlejší roli      | Viola Davis                                    | vítězství |
| Oscar                                         | 26. únor 2017     | Nejlepší adaptovaný scénář                          | August Wilson                                  | nominace  |
| Producers Guild of America                    | 28. leden 2017    | Nejlepší film                                       | Todd Black, Scott Rudin and Denzel Washington  | nominace  |
| San Francisco Film Critics Circle             | 11. prosinec 2016 | Nejlepší herec                                      | Denzel Washington                              | vítězství |
| San Francisco Film Critics Circle             | 11. prosinec 2016 | Nejlepší herečka ve vedlejší roli                   | Viola Davis                                    | vítězství |
| San Francisco Film Critics Circle             | 11. prosinec 2016 | Nejlepší adaptovaný scénář                          | August Wilson                                  | nominace  |
| Satellite Awards                              | 19. únor 2017     | Nejlepší film                                       | Ploty                                          | nominace  |
| Satellite Awards                              | 19. únor 2017     | Nejlepší režisér                                    | Denzel Washington                              | nominace  |
| Satellite Awards                              | 19. únor 2017     | Nejlepší herec                                      | Denzel Washington                              | nominace  |
| Satellite Awards                              | 19. únor 2017     | Nejlepší herečka ve vedlejší roli                   | Viola Davis                                    | nominace  |
| Screen Actors Guild Award                     | 29. leden 2017    | Nejlepší herec v hlavní roli                        | Denzel Washington                              | vítězství |
| Screen Actors Guild Award                     | 29. leden 2017    | Nejlepší herečka ve vedlejší roli                   | Viola Davis                                    | vítězství |
| Screen Actors Guild Award                     | 29. leden 2017    | Nejlepší obsazení                                   | Ploty                                          | nominace  |
| St. Louis Gateway Film Critics Association    | 18. prosinec 2016 | Nejlepší herečka ve vedlejší roli                   | Viola Davis                                    | vítězství |
| St. Louis Gateway Film Critics Association    | 18. prosinec 2016 | Nejlepší scénář                                     | August Wilson                                  | nominace  |
| Toronto Film Critics Association              | 11. prosinec 2016 | Nejlepší herečka ve vedlejší roli                   | Viola Davis                                    | 2. místo  |
| USC Scripter Awards                           | 11. únor 2017     | Nejlepší scénář                                     | August Wilson                                  | nominace  |
| Vancouver Film Critics Circle                 | 20. prosinec 2016 | Nejlepší herec                                      | Denzel Washington                              | nominace  |
| Vancouver Film Critics Circle                 | 20. prosinec 2016 | Nejlepší herečka ve vedlejší roli                   | Viola Davis                                    | nominace  |
| Washington D.C. Area Film Critics Association | 5. prosinec 2016  | Nejlepší herec                                      | Denzel Washington                              | nominace  |
| Washington D.C. Area Film Critics Association | 5. prosinec 2016  | Nejlepší herečka ve vedlejší roli                   | Viola Davis                                    | vítězství |
| Washington D.C. Area Film Critics Association | 5. prosinec 2016  | Nejlepší obsazení                                   | Ploty                                          | nominace  |
| Washington D.C. Area Film Critics Association | 5. prosinec 2016  | Nejlepší adaptovaný scénář                          | August Wilson                                  | nominace  |
| Writers Guild of America Awards               | 19. únor          | Nejlepší adaptovaný scénář                          | August Wilson                                  | nominace  |
| Zlatý glóbus                                  | 8. leden 2017     | Nejlepší herecký výkon – drama                      | Denzel Washington                              | nominace  |
| Zlatý glóbus                                  | 8. leden 2017     | Nejlepší ženský herecký výkon ve vedlejší roli      | Viola Davis                                    | vítězství |